# Élections départementales de 2015 en Haute-Savoie
Les élections départementales de 2015 en Haute-Savoie ont lieu les 22 et 29 mars. La droite, menée par Christian Monteil (DVD), remporte l'intégralité des sièges au conseil départemental, avec plus de 69 % des voix au second tour.

## Contexte départemental
La droite a réalisé le grand chelem dans ce département qui est l'un des trois de France où aucun conseiller de gauche n'a été élu.

### Assemblée départementale sortante
Avant les élections, le conseil général de la Haute-Savoie est présidé par Christian Monteil (DVD).
Il comprend 34 conseillers généraux issus des 34 cantons de la Haute-Savoie.
Après le redécoupage cantonal de 2014, ce sont 34 conseillers qui seront élus au sein des 17 nouveaux cantons de la Haute-Savoie.
| Parti                                | Sigle | Sigle | Élus |
| ------------------------------------ | ----- | ----- | ---- |
| Majorité (31 sièges)                 |       |       |      |
| Divers droite                        |       | DVD   | 15   |
| Union pour un mouvement populaire    |       | UMP   | 8    |
| Union des démocrates et indépendants |       | UDI   | 4    |
| Divers gauche                        |       | DVG   | 3    |
| Mouvement démocrate                  |       | MoDem | 1    |
| Opposition (3 sièges)                |       |       |      |
| Parti socialiste                     |       | PS    | 3    |
| Président du conseil général         |       |       |      |
| Christian Monteil (DVD)              |       |       |      |

### Assemblée départementale élue
| Parti                                | Sigle | Sigle | Élus |
| ------------------------------------ | ----- | ----- | ---- |
| Majorité (34 sièges)                 |       |       |      |
| Divers droite                        |       | DVD   | 15   |
| Union pour un mouvement populaire    |       | UMP   | 14   |
| Union des démocrates et indépendants |       | UDI   | 5    |
| Président du conseil départemental   |       |       |      |
| Christian Monteil (DVD)              |       |       |      |

## Résultats à l'échelle du département

### Résultats par nuances du ministère de l'Intérieur
Les nuances utilisées par le ministère de l'Intérieur ne tiennent pas compte des alliances locales.
| Binômes     | Binômes            | Premier tour | Premier tour | Second tour | Second tour | Sièges |
| Binômes     | Binômes            | Voix         | %            | Voix        | %           | Sièges |
| ----------- | ------------------ | ------------ | ------------ | ----------- | ----------- | ------ |
|             | DVD                | 54 893       | 24,33        | 47 173      | 25,19       | 14     |
|             | UMP                | 47 060       | 20,86        | 59 701      | 31,88       | 14     |
|             | Union de la droite | 13 431       | 5,95         | 24 181      | 12,91       | 6      |
|             | UDI                | 3 101        | 1,37         |             |             |        |
|             | UC                 | 2 892        | 1,28         |             |             |        |
|             | DLF                | 1 215        | 0,54         |             |             |        |
| Droite      | Droite             | 122 592      | 54,33        | 131 055     | 69,98       | 34     |
|             |                    |              |              |             |             |        |
|             | FN                 | 57 668       | 25,56        | 38 653      | 20,64       | 0      |
|             |                    |              |              |             |             |        |
|             | FG                 | 14 556       | 6,45         |             |             |        |
|             | DVG                | 11 281       | 5,00         | 5 041       | 2,69        | 0      |
|             | EÉLV               | 7 545        | 3,34         | 3 893       | 2,08        | 0      |
|             | Union de la gauche | 7 359        | 3,26         | 5 571       | 2,97        | 0      |
|             | PS                 | 4 590        | 2,03         | 3 069       | 1,64        | 0      |
| Gauche      | Gauche             | 45 331       | 20,08        | 17 574      | 9,38        | 0      |
|             |                    |              |              |             |             |        |
| Inscrits    | Inscrits           | 521 444      | 100,00       | 467 433     | 100,00      |        |
| Abstentions | Abstentions        | 284 721      | 54,60        | 262 015     | 56,05       |        |
| Votants     | Votants            | 236 723      | 45,40        | 205 418     | 43,95       |        |
| Blancs      | Blancs             | 8 022        | 3,39         | 13 372      | 6,51        |        |
| Nuls        | Nuls               | 3 110        | 1,31         | 4 764       | 2,32        |        |
| Exprimés    | Exprimés           | 225 591      | 95,30        | 187 282     | 91,17       |        |

### Résultats par canton
| Canton                   | Conseiller sortant  | Parti                  | Parti       | Conseiller élu            | Parti           | Parti           |
| ------------------------ | ------------------- | ---------------------- | ----------- | ------------------------- | --------------- | --------------- |
| Abondance                | Pascal Bel          |                        | DVD         | Canton supprimé           | Canton supprimé | Canton supprimé |
| Alby-sur-Chéran          | Jean-Claude Martin* |                        | DVG         | Canton supprimé           | Canton supprimé | Canton supprimé |
| Annecy-Centre            | Jean-Luc Rigaut*    |                        | UDI         | Canton supprimé           | Canton supprimé | Canton supprimé |
| Annecy-Nord-Est          | Dominique Puthod    |                        | UDI         | Canton supprimé           | Canton supprimé | Canton supprimé |
| Annecy-Nord-Ouest        | Christian Jeantet   |                        | PS          | Canton supprimé           | Canton supprimé | Canton supprimé |
| Annecy-1                 | Canton créé         | Canton créé            | Canton créé | François Daviet           |                 | DVD             |
| Annecy-1                 | Canton créé         | Canton créé            | Canton créé | Valérie Gonzo-Massol      |                 | UDI             |
| Annecy-2                 | Canton créé         | Canton créé            | Canton créé | Myriam Lhuillier          |                 | UDI             |
| Annecy-2                 | Canton créé         | Canton créé            | Canton créé | Dominique Puthod          |                 | UDI             |
| Annecy-le-Vieux          | Antoine de Menthon* |                        | UMP         | François Excoffier        |                 | UMP             |
| Annecy-le-Vieux          | Antoine de Menthon* | Laure Townley          | UMP         |                           | UMP             |                 |
| Annemasse                | Canton créé         | Canton créé            | Canton créé | Raymond Bardet            |                 | DVD             |
| Annemasse                | Canton créé         | Canton créé            | Canton créé | Estelle Bouchet           |                 | DVD             |
| Annemasse-Nord           | Raymond Bardet      |                        | DVD         | Canton supprimé           | Canton supprimé | Canton supprimé |
| Annemasse-Sud            | Claude Birraux*     |                        | UMP         | Canton supprimé           | Canton supprimé | Canton supprimé |
| Le Biot                  | Denis Bouchet*      |                        | DVD         | Canton supprimé           | Canton supprimé | Canton supprimé |
| Boëge                    | Joël Baud-Grasset   |                        | UMP         | Canton supprimé           | Canton supprimé | Canton supprimé |
| Bonneville               | Raymond Mudry       |                        | DVD         | Agnès Gay                 |                 | DVD             |
| Bonneville               | Raymond Mudry       | Raymond Mudry          | DVD         |                           | DVD             |                 |
| Chamonix-Mont-Blanc      | Michel Charlet*     |                        | DVD         | Canton supprimé           | Canton supprimé | Canton supprimé |
| Cluses                   | Jean-Louis Mivel    |                        | DVD         | Marie-Antoinette Metral   |                 | DVD             |
| Cluses                   | Jean-Louis Mivel    | Jean-Louis Mivel       | DVD         |                           | DVD             |                 |
| Cruseilles               | Jean-Loup Galland*  |                        | DVD         | Canton supprimé           | Canton supprimé | Canton supprimé |
| Douvaine                 | Jean Neury*         |                        | DVD         | Canton supprimé           | Canton supprimé | Canton supprimé |
| Évian-les-Bains          | Gaston Lacroix*     |                        | DVG         | Josiane Lei               |                 | UMP             |
| Évian-les-Bains          | Gaston Lacroix*     | Nicolas Rubin          | DVG         |                           | UMP             |                 |
| Faverges                 | Pierre Losserand*   |                        | UMP         | Jean-Paul Amoudry         |                 | UDI             |
| Faverges                 | Pierre Losserand*   | Sylviane Rey           | UMP         |                           | DVD             |                 |
| Frangy                   | Vincent Rabatel*    |                        | DVD         | Canton supprimé           | Canton supprimé | Canton supprimé |
| Gaillard                 | Canton créé         | Canton créé            | Canton créé | Bernard Boccard           |                 | UMP             |
| Gaillard                 | Canton créé         | Canton créé            | Canton créé | Marie-Claire Teppe-Roguet |                 | UMP             |
| Le Mont-Blanc            | Canton créé         | Canton créé            | Canton créé | Jean-Marc Peillex         |                 | UDI             |
| Le Mont-Blanc            | Canton créé         | Canton créé            | Canton créé | Aurore Termoz             |                 | DVD             |
| La Roche-sur-Foron       | Denis Duvernay      |                        | DVD         | Denis Duvernay            |                 | DVD             |
| La Roche-sur-Foron       | Denis Duvernay      | Christelle Petex-Levet | DVD         |                           | DVD             |                 |
| Reignier-Ésery           | Maurice Sonnerat*   |                        | DVG         | Canton supprimé           | Canton supprimé | Canton supprimé |
| Rumilly                  | Christian Heison    |                        | DVD         | Fabienne Duliège          |                 | DVD             |
| Rumilly                  | Christian Heison    | Christian Heison       | DVD         |                           | DVD             |                 |
| Saint-Gervais-les-Bains  | Jean-Marc Peillex   |                        | UDI         | Canton supprimé           | Canton supprimé | Canton supprimé |
| Saint-Jeoire             | Serge Pittet*       |                        | UMP         | Canton supprimé           | Canton supprimé | Canton supprimé |
| Saint-Julien-en-Genevois | Antoine Vielliard   |                        | MoDem       | Virginie Duby-Muller      |                 | UMP             |
| Saint-Julien-en-Genevois | Antoine Vielliard   | Christian Monteil      | MoDem       |                           | DVD             |                 |
| Sallanches               | Georges Morand      |                        | DVD         | Sophie Dion               |                 | UMP             |
| Sallanches               | Georges Morand      | Georges Morand         | DVD         |                           | DVD             |                 |
| Samoëns                  | François Mogenet*   |                        | DVD         | Canton supprimé           | Canton supprimé | Canton supprimé |
| Sciez                    | Canton créé         | Canton créé            | Canton créé | Joël Baud-Grasset         |                 | UMP             |
| Sciez                    | Canton créé         | Canton créé            | Canton créé | Chrystelle Beurrier       |                 | UMP             |
| Scionzier                | Maurice Gradel*     |                        | DVD         | Canton supprimé           | Canton supprimé | Canton supprimé |
| Seynod                   | Françoise Camusso   |                        | UMP         | Françoise Camusso         |                 | UMP             |
| Seynod                   | Françoise Camusso   | Vincent Pacoret        | UMP         |                           | UMP             |                 |
| Seyssel                  | Christian Monteil   |                        | DVD         | Canton supprimé           | Canton supprimé | Canton supprimé |
| Taninges                 | Guy Chavanne*       |                        | UMP         | Canton supprimé           | Canton supprimé | Canton supprimé |
| Thônes                   | Jean-Paul Amoudry   |                        | UDI         | Canton supprimé           | Canton supprimé | Canton supprimé |
| Thorens-Glières          | François Excoffier  |                        | UMP         | Canton supprimé           | Canton supprimé | Canton supprimé |
| Thonon-les-Bains         | Canton créé         | Canton créé            | Canton créé | Richard Baud              |                 | UMP             |
| Thonon-les-Bains         | Canton créé         | Canton créé            | Canton créé | Patricia Mahut            |                 | UMP             |
| Thonon-les-Bains-Est     | Frédéric Zory*      |                        | PS          | Canton supprimé           | Canton supprimé | Canton supprimé |
| Thonon-les-Bains-Ouest   | Georges Constantin* |                        | PS          | Canton supprimé           | Canton supprimé | Canton supprimé |

* Conseillers généraux sortants ne se représentant pas 

## Résultats par canton

### Canton d'Annecy-1
| Candidats            | Candidats            | Partis      | Partis      | Premier tour | Premier tour | Second tour | Second tour |
| Candidats            | Candidats            | Partis      | Partis      | Voix         | %            | Voix        | %           |
| -------------------- | -------------------- | ----------- | ----------- | ------------ | ------------ | ----------- | ----------- |
| 1                    | Béatrice Brand       |             | DLF         | 749          | 5,70         |             |             |
| 1                    | Julien Durand        |             | DLF         | 749          | 5,70         |             |             |
| 2                    | Françoise Creuset    |             | EÉLV        | 3 699        | 28,15        | 5 041       | 43,48       |
| 2                    | Christian Jeantet*   |             | DVG         | 3 699        | 28,15        | 5 041       | 43,48       |
| 3                    | Anne-Marie Amphyon   |             | FG          | 712          | 5,42         |             |             |
| 3                    | Christian Collomb    |             | FG          | 712          | 5,42         |             |             |
| 4                    | François Daviet      |             | DVD         | 4 379        | 33,33        | 6 552       | 56,52       |
| 4                    | Valérie Gonzo-Massol |             | UDI         | 4 379        | 33,33        | 6 552       | 56,52       |
| 5                    | Harmony Dupin        |             | FN          | 3 599        | 27,39        |             |             |
| 5                    | François Encrenaz    |             | FN          | 3 599        | 27,39        |             |             |
|                      |                      |             |             |              |              |             |             |
| Inscrits             | Inscrits             | Inscrits    | Inscrits    | 29 716       | 100,00       | 29 716      | 100,00      |
| Abstentions          | Abstentions          | Abstentions | Abstentions | 16 026       | 53,93        | 16 902      | 56,88       |
| Votants              | Votants              | Votants     | Votants     | 13 690       | 46,07        | 12 814      | 43,12       |
| Blancs               | Blancs               | Blancs      | Blancs      | 419          | 3,06         | 837         | 6,53        |
| Nuls                 | Nuls                 | Nuls        | Nuls        | 133          | 0,97         | 384         | 3,00        |
| Exprimés             | Exprimés             | Exprimés    | Exprimés    | 13 138       | 95,97        | 11 593      | 90,47       |
| * conseiller sortant |                      |             |             |              |              |             |             |

### Canton d'Annecy-2
| Candidats            | Candidats               | Partis      | Partis      | Premier tour | Premier tour | Second tour | Second tour |
| Candidats            | Candidats               | Partis      | Partis      | Voix         | %            | Voix        | %           |
| -------------------- | ----------------------- | ----------- | ----------- | ------------ | ------------ | ----------- | ----------- |
| 1                    | Pauline Farges          |             | FN          | 2 482        | 21,26        | 2 758       | 26,55       |
| 1                    | Thomas Noël             |             | FN          | 2 482        | 21,26        | 2 758       | 26,55       |
| 2                    | Christian Gilquin       |             | PRG         | 1 921        | 16,45        |             |             |
| 2                    | Sophie Touzan           |             | PS          | 1 921        | 16,45        |             |             |
| 3                    | Myriam Lhuillier        |             | UDI         | 3 829        | 32,79        | 7 630       | 73,45       |
| 3                    | Dominique Puthod*       |             | UDI         | 3 829        | 32,79        | 7 630       | 73,45       |
| 4                    | Louisa Berrahal-Mogenet |             | EÉLV        | 1 502        | 12,86        |             |             |
| 4                    | Daniel Debiolles        |             | EÉLV        | 1 502        | 12,86        |             |             |
| 5                    | Annie Anselme           |             | FG          | 484          | 4,14         |             |             |
| 5                    | Vincent Gay             |             | FG          | 484          | 4,14         |             |             |
| 6                    | Alain Bexon             |             | DVD         | 1 459        | 12,49        |             |             |
| 6                    | Bérangère de Sacy       |             | DVD         | 1 459        | 12,49        |             |             |
|                      |                         |             |             |              |              |             |             |
| Inscrits             | Inscrits                | Inscrits    | Inscrits    | 27 166       | 100,00       | 27 166      | 100,00      |
| Abstentions          | Abstentions             | Abstentions | Abstentions | 15 126       | 55,68        | 15 588      | 57,38       |
| Votants              | Votants                 | Votants     | Votants     | 12 040       | 44,32        | 11 578      | 42,62       |
| Blancs               | Blancs                  | Blancs      | Blancs      | 260          | 2,16         | 870         | 7,51        |
| Nuls                 | Nuls                    | Nuls        | Nuls        | 103          | 0,86         | 320         | 2,76        |
| Exprimés             | Exprimés                | Exprimés    | Exprimés    | 11 677       | 96,99        | 10 388      | 89,72       |
| * conseiller sortant |                         |             |             |              |              |             |             |

### Canton d'Annecy-le-Vieux
| Candidats            | Candidats           | Partis      | Partis      | Premier tour | Premier tour | Second tour | Second tour |
| Candidats            | Candidats           | Partis      | Partis      | Voix         | %            | Voix        | %           |
| -------------------- | ------------------- | ----------- | ----------- | ------------ | ------------ | ----------- | ----------- |
| 1                    | Jocelyne Drujon     |             | EÉLV        | 4 058        | 23,20        | 5 571       | 35,78       |
| 1                    | Christophe Poncet   |             | PS          | 4 058        | 23,20        | 5 571       | 35,78       |
| 2                    | François Excoffier* |             | UMP         | 8 252        | 47,18        | 9 998       | 64,22       |
| 2                    | Laure Townley       |             | UMP         | 8 252        | 47,18        | 9 998       | 64,22       |
| 3                    | Jean-Luc Fouillot   |             | FN          | 3 795        | 21,70        |             |             |
| 3                    | Joëlle Regairaz     |             | FN          | 3 795        | 21,70        |             |             |
| 4                    | Michel Lombart      |             | FG          | 1 386        | 7,92         |             |             |
| 4                    | Sylvie Touleron     |             | FG          | 1 386        | 7,92         |             |             |
|                      |                     |             |             |              |              |             |             |
| Inscrits             | Inscrits            | Inscrits    | Inscrits    | 36 980       |              | 36 980      | 100,00      |
| Abstentions          | Abstentions         | Abstentions | Abstentions | 18 626       | 50,37        | 20 094      | 54,34       |
| Votants              | Votants             | Votants     | Votants     | 18 354       | 49,63        | 16 886      | 45,66       |
| Blancs               | Blancs              | Blancs      | Blancs      | 627          | 3,42         | 921         | 5,45        |
| Nuls                 | Nuls                | Nuls        | Nuls        | 236          | 1,29         | 396         | 2,35        |
| Exprimés             | Exprimés            | Exprimés    | Exprimés    | 17 491       | 95,3         | 15 569      | 92,2        |
| * conseiller sortant |                     |             |             |              |              |             |             |

### Canton d'Annemasse
| Candidats            | Candidats            | Partis      | Partis      | Premier tour | Premier tour | Second tour | Second tour |
| Candidats            | Candidats            | Partis      | Partis      | Voix         | %            | Voix        | %           |
| -------------------- | -------------------- | ----------- | ----------- | ------------ | ------------ | ----------- | ----------- |
| 1                    | Raymond Bardet*      |             | DVD         | 2 851        | 34,57        | 4 459       | 59,23       |
| 1                    | Estelle Bouchet      |             | DVD         | 2 851        | 34,57        | 4 459       | 59,23       |
| 2                    | Jeannine Benzonelli  |             | FN          | 2 307        | 27,97        |             |             |
| 2                    | Patrice Ritzenthaler |             | FN          | 2 307        | 27,97        |             |             |
| 3                    | Gilles Rigaud        |             | DVD         | 614          | 7,44         |             |             |
| 3                    | Céline Roy-Lareintry |             | DVD         | 614          | 7,44         |             |             |
| 4                    | Martin Beer          |             | PS          | 2 476        | 30,02        | 3 069       | 40,77       |
| 4                    | Muriel Lebrun        |             | PS          | 2 476        | 30,02        | 3 069       | 40,77       |
|                      |                      |             |             |              |              |             |             |
| Inscrits             | Inscrits             | Inscrits    | Inscrits    | 25 417       |              | 25 417      | 100,00      |
| Abstentions          | Abstentions          | Abstentions | Abstentions | 16 837       | 66,24        | 17 287      | 68,01       |
| Votants              | Votants              | Votants     | Votants     | 8 580        | 33,76        | 8 130       | 31,99       |
| Blancs               | Blancs               | Blancs      | Blancs      | 231          | 2,69         | 426         | 5,24        |
| Nuls                 | Nuls                 | Nuls        | Nuls        | 101          | 1,18         | 176         | 2,16        |
| Exprimés             | Exprimés             | Exprimés    | Exprimés    | 8 248        | 96,13        | 7 528       | 92,6        |
| * conseiller sortant |                      |             |             |              |              |             |             |

### Canton de Bonneville
| Candidats   | Candidats                  | Partis      | Partis      | Premier tour | Premier tour | Second tour | Second tour |
| Candidats   | Candidats                  | Partis      | Partis      | Voix         | %            | Voix        | %           |
| ----------- | -------------------------- | ----------- | ----------- | ------------ | ------------ | ----------- | ----------- |
| 1           | Christelle Bouverat        |             | UMP         | 2 888        | 17,79        |             |             |
| 1           | Bertrand Mauris-Demourioux |             | UMP         | 2 888        | 17,79        |             |             |
| 2           | Serge Allamand             |             | FG          | 1 774        | 10,92        |             |             |
| 2           | Christine Saint-Joanis     |             | FG          | 1 774        | 10,92        |             |             |
| 3           | Agnès Gay                  |             | DVD         | 6 724        | 41,41        | 10 548      | 67,45       |
| 3           | Raymond Mudry              |             | DVD         | 6 724        | 41,41        | 10 548      | 67,45       |
| 4           | Lucie Hugard               |             | FN          | 4 386        | 27,01        | 5 091       | 32,55       |
| 4           | Richard Mortreux           |             | FN          | 4 386        | 27,01        | 5 091       | 32,55       |
| 5           | Caroline Regard            |             | DLF         | 466          | 2,87         |             |             |
| 5           | Antoine Valentin           |             | DLF         | 466          | 2,87         |             |             |
|             |                            |             |             |              |              |             |             |
| Inscrits    | Inscrits                   | Inscrits    | Inscrits    | 35 382       |              | 35 382      | 100,00      |
| Abstentions | Abstentions                | Abstentions | Abstentions | 18 431       | 52,09        | 18 685      | 52,81       |
| Votants     | Votants                    | Votants     | Votants     | 16 951       | 47,91        | 16 697      | 47,19       |
| Blancs      | Blancs                     | Blancs      | Blancs      | 546          | 3,22         | 771         | 4,62        |
| Nuls        | Nuls                       | Nuls        | Nuls        | 167          | 0,99         | 287         | 1,72        |
| Exprimés    | Exprimés                   | Exprimés    | Exprimés    | 16 238       | 95,79        | 15 639      | 93,66       |

### Canton de Cluses
| Candidats   | Candidats               | Partis      | Partis      | Premier tour | Premier tour | Second tour | Second tour |
| Candidats   | Candidats               | Partis      | Partis      | Voix         | %            | Voix        | %           |
| ----------- | ----------------------- | ----------- | ----------- | ------------ | ------------ | ----------- | ----------- |
| 1           | Leslie Jeandenand       |             | FG          | 590          | 4,10         |             |             |
| 1           | Joseph Viloux           |             | FG          | 590          | 4,10         |             |             |
| 2           | Gérard Gudefin          |             | DVG         | 1 029        | 7,15         |             |             |
| 2           | Anne Obellianne         |             | DVG         | 1 029        | 7,15         |             |             |
| 3           | Cédric Grevaz           |             | FN          | 4 241        | 29,49        | 4 932       | 35,23       |
| 3           | Barbara Thillot         |             | FN          | 4 241        | 29,49        | 4 932       | 35,23       |
| 4           | Marie-Antoinette Metral |             | DVD         | 4 313        | 29,99        | 9 067       | 64,77       |
| 4           | Jean-Louis Mivel        |             | DVD         | 4 313        | 29,99        | 9 067       | 64,77       |
| 5           | Martine Léger           |             | EÉLV        | 1 377        | 9,57         |             |             |
| 5           | Olivier Marouzé         |             | EÉLV        | 1 377        | 9,57         |             |             |
| 6           | Marie-Pierre Galan      |             | UMP         | 2 833        | 19,70        |             |             |
| 6           | Stéphane Pepin          |             | UMP         | 2 833        | 19,70        |             |             |
|             |                         |             |             |              |              |             |             |
| Inscrits    | Inscrits                | Inscrits    | Inscrits    | 32 356       |              | 32 355      | 100,00      |
| Abstentions | Abstentions             | Abstentions | Abstentions | 17 453       | 53,94        | 17 301      | 53,47       |
| Votants     | Votants                 | Votants     | Votants     | 14 903       | 46,06        | 15 054      | 46,53       |
| Blancs      | Blancs                  | Blancs      | Blancs      | 365          | 2,45         | 777         | 5,16        |
| Nuls        | Nuls                    | Nuls        | Nuls        | 155          | 1,04         | 278         | 1,85        |
| Exprimés    | Exprimés                | Exprimés    | Exprimés    | 14 383       | 96,51        | 13 999      | 92,99       |

### Canton d'Évian-les-Bains
| Candidats            | Candidats                     | Partis      | Partis      | Premier tour | Premier tour | Second tour | Second tour |
| Candidats            | Candidats                     | Partis      | Partis      | Voix         | %            | Voix        | %           |
| -------------------- | ----------------------------- | ----------- | ----------- | ------------ | ------------ | ----------- | ----------- |
| 1                    | Josiane Lei                   |             | UMP         | 5 639        | 36,13        | 10 496      | 69,35       |
| 1                    | Nicolas Rubin                 |             | UMP         | 5 639        | 36,13        | 10 496      | 69,35       |
| 2                    | Jean-Philippe Robert          |             | FG          | 1 999        | 12,81        |             |             |
| 2                    | Claudine Vuillaume            |             | FG          | 1 999        | 12,81        |             |             |
| 3                    | Élisabeth Anthonioz-Tavernier |             | DVD         | 3 865        | 24,76        |             |             |
| 3                    | Pascal Bel*                   |             | DVD         | 3 865        | 24,76        |             |             |
| 4                    | Patrick Chevallay             |             | FN          | 4 105        | 26,30        | 4 639       | 30,65       |
| 4                    | Jessica Terreni               |             | FN          | 4 105        | 26,30        | 4 639       | 30,65       |
|                      |                               |             |             |              |              |             |             |
| Inscrits             | Inscrits                      | Inscrits    | Inscrits    | 35 048       |              | 35 047      | 100,00      |
| Abstentions          | Abstentions                   | Abstentions | Abstentions | 18 688       | 53,32        | 18 253      | 52,08       |
| Votants              | Votants                       | Votants     | Votants     | 16 360       | 46,68        | 16 794      | 47,92       |
| Blancs               | Blancs                        | Blancs      | Blancs      | 531          | 3,25         | 1 118       | 6,66        |
| Nuls                 | Nuls                          | Nuls        | Nuls        | 221          | 1,35         | 541         | 3,22        |
| Exprimés             | Exprimés                      | Exprimés    | Exprimés    | 15 608       | 95,4         | 15 135      | 90,12       |
| * conseiller sortant |                               |             |             |              |              |             |             |

### Canton de Faverges
| Candidats            | Candidats          | Partis      | Partis      | Premier tour | Premier tour | Second tour | Second tour |
| Candidats            | Candidats          | Partis      | Partis      | Voix         | %            | Voix        | %           |
| -------------------- | ------------------ | ----------- | ----------- | ------------ | ------------ | ----------- | ----------- |
| 1                    | Jean-Paul Amoudry* |             | UDI         | 5 079        | 33,21        | 7 150       | 57,08       |
| 1                    | Sylviane Rey       |             | DVD         | 5 079        | 33,21        | 7 150       | 57,08       |
| 2                    | Ninon Freslon      |             | FN          | 3 365        | 22,00        |             |             |
| 2                    | Vincent Lecaillon  |             | FN          | 3 365        | 22,00        |             |             |
| 3                    | Jeannie Tremblay   |             | EÉLV        | 2 756        | 18,02        |             |             |
| 3                    | Michel Vignoud     |             | EÉLV        | 2 756        | 18,02        |             |             |
| 4                    | Michèle Lutz       |             | UMP         | 4 093        | 26,76        | 5 377       | 42,92       |
| 4                    | Lionel Tardy       |             | UMP         | 4 093        | 26,76        | 5 377       | 42,92       |
|                      |                    |             |             |              |              |             |             |
| Inscrits             | Inscrits           | Inscrits    | Inscrits    | 30 183       |              | 30 183      | 100,00      |
| Abstentions          | Abstentions        | Abstentions | Abstentions | 14 271       | 47,28        | 15 943      | 52,82       |
| Votants              | Votants            | Votants     | Votants     | 15 912       | 52,72        | 14 240      | 47,18       |
| Blancs               | Blancs             | Blancs      | Blancs      | 473          | 2,97         | 1 329       | 9,33        |
| Nuls                 | Nuls               | Nuls        | Nuls        | 146          | 0,92         | 384         | 2,7         |
| Exprimés             | Exprimés           | Exprimés    | Exprimés    | 15 293       | 96,11        | 12 527      | 87,97       |
| * conseiller sortant |                    |             |             |              |              |             |             |

### Canton de Gaillard
| Candidats   | Candidats                   | Partis      | Partis      | Premier tour | Premier tour | Second tour | Second tour |
| Candidats   | Candidats                   | Partis      | Partis      | Voix         | %            | Voix        | %           |
| ----------- | --------------------------- | ----------- | ----------- | ------------ | ------------ | ----------- | ----------- |
| 1           | Bernard Boccard             |             | UMP         | 3 688        | 41,66        | 5 936       | 67,64       |
| 1           | Marie-Claire Teppe-Roguet   |             | UMP         | 3 688        | 41,66        | 5 936       | 67,64       |
| 2           | Marie-Claire Brulé          |             | FN          | 2 761        | 31,19        | 2 840       | 32,36       |
| 2           | Olivier de Sainte-Mareville |             | FN          | 2 761        | 31,19        | 2 840       | 32,36       |
| 3           | Christine Burki             |             | UDI         | 2 404        | 27,15        |             |             |
| 3           | Gabriel Doublet             |             | UDI         | 2 404        | 27,15        |             |             |
|             |                             |             |             |              |              |             |             |
| Inscrits    | Inscrits                    | Inscrits    | Inscrits    | 24 234       |              | 24 234      | 100,00      |
| Abstentions | Abstentions                 | Abstentions | Abstentions | 14 731       | 60,79        | 14 704      | 60,68       |
| Votants     | Votants                     | Votants     | Votants     | 9 503        | 39,21        | 9 530       | 39,32       |
| Blancs      | Blancs                      | Blancs      | Blancs      | 506          | 5,32         | 608         | 6,38        |
| Nuls        | Nuls                        | Nuls        | Nuls        | 144          | 1,52         | 146         | 1,53        |
| Exprimés    | Exprimés                    | Exprimés    | Exprimés    | 8 853        | 93,16        | 8 776       | 92,09       |

### Canton du Mont-Blanc
| Candidats            | Candidats          | Partis      | Partis      | Premier tour | Premier tour | Second tour | Second tour |
| Candidats            | Candidats          | Partis      | Partis      | Voix         | %            | Voix        | %           |
| -------------------- | ------------------ | ----------- | ----------- | ------------ | ------------ | ----------- | ----------- |
| 1                    | Christèle Rebet    |             | PS          | 1 228        | 11,56        |             |             |
| 1                    | Georges Sohier     |             | PS          | 1 228        | 11,56        |             |             |
| 2                    | Nathalie Boucher   |             | FN          | 1 862        | 17,53        |             |             |
| 2                    | Gilles Thirion     |             | FN          | 1 862        | 17,53        |             |             |
| 3                    | Marion Bagnaud     |             | EÉLV        | 1 910        | 17,98        | 3 893       | 39,26       |
| 3                    | Lionel Jacquet     |             | EÉLV        | 1 910        | 17,98        | 3 893       | 39,26       |
| 4                    | Jean-Marc Peillex* |             | UDI         | 5 123        | 48,23        | 6 023       | 60,74       |
| 4                    | Aurore Termoz      |             | DVD         | 5 123        | 48,23        | 6 023       | 60,74       |
| 5                    | Véronique Duval    |             | FG          | 498          | 4,69         |             |             |
| 5                    | Gilbert Perrin     |             | FG          | 498          | 4,69         |             |             |
|                      |                    |             |             |              |              |             |             |
| Inscrits             | Inscrits           | Inscrits    | Inscrits    | 24 608       |              | 24 610      | 100,00      |
| Abstentions          | Abstentions        | Abstentions | Abstentions | 13 619       | 55,34        | 14 189      | 57,66       |
| Votants              | Votants            | Votants     | Votants     | 10 989       | 44,66        | 10 421      | 42,34       |
| Blancs               | Blancs             | Blancs      | Blancs      | 256          | 2,33         | 339         | 3,25        |
| Nuls                 | Nuls               | Nuls        | Nuls        | 112          | 1,02         | 166         | 1,59        |
| Exprimés             | Exprimés           | Exprimés    | Exprimés    | 10 621       | 96,65        | 9 916       | 95,15       |
| * conseiller sortant |                    |             |             |              |              |             |             |

### Canton de La Roche-sur-Foron
| Candidats            | Candidats              | Partis      | Partis      | Premier tour | Premier tour | Second tour | Second tour |
| Candidats            | Candidats              | Partis      | Partis      | Voix         | %            | Voix        | %           |
| -------------------- | ---------------------- | ----------- | ----------- | ------------ | ------------ | ----------- | ----------- |
| 1                    | Kévin Chironnaud       |             | FN          | 4 062        | 27,97        | 3 900       | 28,21       |
| 1                    | Christine Guglielmone  |             | FN          | 4 062        | 27,97        | 3 900       | 28,21       |
| 2                    | Benoît Decaestecker    |             | FG          | 2 636        | 18,15        |             |             |
| 2                    | Nathalie Legos         |             | FG          | 2 636        | 18,15        |             |             |
| 3                    | Denis Duvernay*        |             | DVD         | 7 827        | 53,89        | 9 926       | 71,79       |
| 3                    | Christelle Petex-Levet |             | DVD         | 7 827        | 53,89        | 9 926       | 71,79       |
|                      |                        |             |             |              |              |             |             |
| Inscrits             | Inscrits               | Inscrits    | Inscrits    | 33 253       |              | 33 253      | 100,00      |
| Abstentions          | Abstentions            | Abstentions | Abstentions | 17 795       | 53,51        | 18 167      | 54,63       |
| Votants              | Votants                | Votants     | Votants     | 15 458       | 46,49        | 15 086      | 45,37       |
| Blancs               | Blancs                 | Blancs      | Blancs      | 644          | 4,17         | 1 000       | 6,63        |
| Nuls                 | Nuls                   | Nuls        | Nuls        | 289          | 1,87         | 260         | 1,72        |
| Exprimés             | Exprimés               | Exprimés    | Exprimés    | 14 525       | 93,96        | 13 826      | 91,65       |
| * conseiller sortant |                        |             |             |              |              |             |             |

### Canton de Rumilly
| Candidats            | Candidats         | Partis      | Partis      | Premier tour | Premier tour |
| Candidats            | Candidats         | Partis      | Partis      | Voix         | %            |
| -------------------- | ----------------- | ----------- | ----------- | ------------ | ------------ |
| 1                    | Fabienne Duliège  |             | DVD         | 8 379        | 63,60        |
| 1                    | Christian Heison* |             | DVD         | 8 379        | 63,60        |
| 2                    | Marie Favre       |             | FN          | 4 796        | 36,40        |
| 2                    | Denis Lemaître    |             | FN          | 4 796        | 36,40        |
|                      |                   |             |             |              |              |
| Inscrits             | Inscrits          | Inscrits    | Inscrits    | 29 849       | 100,00       |
| Abstentions          | Abstentions       | Abstentions | Abstentions | 15 493       | 51,90        |
| Votants              | Votants           | Votants     | Votants     | 14 356       | 48,10        |
| Blancs               | Blancs            | Blancs      | Blancs      | 829          | 5,77         |
| Nuls                 | Nuls              | Nuls        | Nuls        | 352          | 2,45         |
| Exprimés             | Exprimés          | Exprimés    | Exprimés    | 13 175       | 91,77        |
| * conseiller sortant |                   |             |             |              |              |

### Canton de Saint-Julien-en-Genevois
| Candidats            | Candidats            | Partis      | Partis      | Premier tour | Premier tour | Second tour | Second tour |
| Candidats            | Candidats            | Partis      | Partis      | Voix         | %            | Voix        | %           |
| -------------------- | -------------------- | ----------- | ----------- | ------------ | ------------ | ----------- | ----------- |
| 1                    | Virginie Duby-Muller |             | UMP         | 6 460        | 42,74        | 10 526      | 75,70       |
| 1                    | Christian Monteil*   |             | DVD         | 6 460        | 42,74        | 10 526      | 75,70       |
| 2                    | Nicolas Bailly       |             | FN          | 3 134        | 20,74        | 3 378       | 24,30       |
| 2                    | Magalie Luho         |             | FN          | 3 134        | 20,74        | 3 378       | 24,30       |
| 3                    | Christine Gauthier   |             | DVG         | 2 627        | 17,38        |             |             |
| 3                    | Thierry Merle        |             | DVG         | 2 627        | 17,38        |             |             |
| 4                    | Mylène Duclos        |             | MoDem       | 2 892        | 19,14        |             |             |
| 4                    | Antoine Vielliard*   |             | MoDem       | 2 892        | 19,14        |             |             |
|                      |                      |             |             |              |              |             |             |
| Inscrits             | Inscrits             | Inscrits    | Inscrits    | 34 353       | 100,00       | 34 355      | 100,00      |
| Abstentions          | Abstentions          | Abstentions | Abstentions | 18 699       | 54,43        | 19 214      | 55,93       |
| Votants              | Votants              | Votants     | Votants     | 15 654       | 45,57        | 15 141      | 44,07       |
| Blancs               | Blancs               | Blancs      | Blancs      | 387          | 2,47         | 960         | 6,34        |
| Nuls                 | Nuls                 | Nuls        | Nuls        | 154          | 0,98         | 277         | 1,83        |
| Exprimés             | Exprimés             | Exprimés    | Exprimés    | 15 113       | 96,54        | 13 904      | 91,83       |
| * conseiller sortant |                      |             |             |              |              |             |             |

### Canton de Sallanches
| Candidats            | Candidats            | Partis      | Partis      | Premier tour | Premier tour |
| Candidats            | Candidats            | Partis      | Partis      | Voix         | %            |
| -------------------- | -------------------- | ----------- | ----------- | ------------ | ------------ |
| 1                    | Sophie Dion          |             | UMP         | 7 135        | 72,34        |
| 1                    | Georges Morand*      |             | DVD         | 7 135        | 72,34        |
| 2                    | Catherine Dardenne   |             | FN          | 2 728        | 27,66        |
| 2                    | Guy Petit-Jean-Genaz |             | FN          | 2 728        | 27,66        |
|                      |                      |             |             |              |              |
| Inscrits             | Inscrits             | Inscrits    | Inscrits    | 24 166       | 100,00       |
| Abstentions          | Abstentions          | Abstentions | Abstentions | 13 299       | 55,03        |
| Votants              | Votants              | Votants     | Votants     | 10 867       | 44,97        |
| Blancs               | Blancs               | Blancs      | Blancs      | 744          | 6,85         |
| Nuls                 | Nuls                 | Nuls        | Nuls        | 260          | 2,39         |
| Exprimés             | Exprimés             | Exprimés    | Exprimés    | 9 863        | 90,76        |
| * conseiller sortant |                      |             |             |              |              |

### Canton de Sciez
| Candidats            | Candidats           | Partis      | Partis      | Premier tour | Premier tour | Second tour | Second tour |
| Candidats            | Candidats           | Partis      | Partis      | Voix         | %            | Voix        | %           |
| -------------------- | ------------------- | ----------- | ----------- | ------------ | ------------ | ----------- | ----------- |
| 1                    | Joël Baud-Grasset*  |             | UMP         | 6 428        | 52,1         | 8 365       | 72,05       |
| 1                    | Chrystelle Beurrier |             | UMP         | 6 428        | 52,1         | 8 365       | 72,05       |
| 2                    | Élodie Moleins      |             | FG          | 2 490        | 20,18        |             |             |
| 2                    | Serge Sanchez       |             | FG          | 2 490        | 20,18        |             |             |
| 3                    | Nathalie Germano    |             | FN          | 3 419        | 27,71        | 3 245       | 27,95       |
| 3                    | Raphaël Large       |             | FN          | 3 419        | 27,71        | 3 245       | 27,95       |
|                      |                     |             |             |              |              |             |             |
| Inscrits             | Inscrits            | Inscrits    | Inscrits    | 30 616       |              | 30 617      | 100,00      |
| Abstentions          | Abstentions         | Abstentions | Abstentions | 17 632       | 57,59        | 17 916      | 58,52       |
| Votants              | Votants             | Votants     | Votants     | 12 984       | 42,41        | 12 701      | 41,48       |
| Blancs               | Blancs              | Blancs      | Blancs      | 423          | 3,26         | 832         | 6,55        |
| Nuls                 | Nuls                | Nuls        | Nuls        | 224          | 1,73         | 259         | 2,04        |
| Exprimés             | Exprimés            | Exprimés    | Exprimés    | 12 337       | 95,02        | 11 610      | 91,41       |
| * conseiller sortant |                     |             |             |              |              |             |             |

### Canton de Seynod
| Candidats            | Candidats                | Partis      | Partis      | Premier tour | Premier tour | Second tour | Second tour |
| Candidats            | Candidats                | Partis      | Partis      | Voix         | %            | Voix        | %           |
| -------------------- | ------------------------ | ----------- | ----------- | ------------ | ------------ | ----------- | ----------- |
| 1                    | Philippe Chamosset       |             | DVD         | 1 703        | 11,23        |             |             |
| 1                    | Sandrine Saucey          |             | DVD         | 1 703        | 11,23        |             |             |
| 2                    | Isabelle Fournier-Lennel |             | ND          | 777          | 5,12         |             |             |
| 2                    | Pierre-Louis Massein     |             | ND          | 777          | 5,12         |             |             |
| 3                    | Françoise Camusso*       |             | UMP         | 5 223        | 34,45        | 9 999       | 73,37       |
| 3                    | Vincent Pacoret          |             | UMP         | 5 223        | 34,45        | 9 999       | 73,37       |
| 4                    | Alain Fischer            |             | FN          | 3 384        | 22,32        | 4 241       | 32,02       |
| 4                    | Cécile Guillermain       |             | FN          | 3 384        | 22,32        | 4 241       | 32,02       |
| 5                    | Ghislain La Spisa        |             | PS          | 3 301        | 21,77        |             |             |
| 5                    | Marie-Cécile Roth        |             | EÉLV        | 3 301        | 21,77        |             |             |
| 6                    | Julian Augé              |             | FG          | 774          | 5,10         |             |             |
| 6                    | Loris Fontana            |             | FG          | 774          | 5,10         |             |             |
|                      |                          |             |             |              |              |             |             |
| Inscrits             | Inscrits                 | Inscrits    | Inscrits    | 33 511       |              | 33 511      | 100,00      |
| Abstentions          | Abstentions              | Abstentions | Abstentions | 17 861       | 53,3         | 18 286      | 54,57       |
| Votants              | Votants                  | Votants     | Votants     | 15 650       | 46,7         | 15 225      | 45,43       |
| Blancs               | Blancs                   | Blancs      | Blancs      | 344          | 2,2          | 1 195       | 7,85        |
| Nuls                 | Nuls                     | Nuls        | Nuls        | 144          | 0,92         | 402         | 2,64        |
| Exprimés             | Exprimés                 | Exprimés    | Exprimés    | 15 162       | 96,88        | 13 628      | 89,51       |
| * conseiller sortant |                          |             |             |              |              |             |             |

### Canton de Thonon-les-Bains
| Candidats   | Candidats                    | Partis      | Partis      | Premier tour | Premier tour | Second tour | Second tour |
| Candidats   | Candidats                    | Partis      | Partis      | Voix         | %            | Voix        | %           |
| ----------- | ---------------------------- | ----------- | ----------- | ------------ | ------------ | ----------- | ----------- |
| 1           | Joseph Déage                 |             | DVD         | 2 097        | 15,12        |             |             |
| 1           | Patricia Favre-Victoire      |             | DVD         | 2 097        | 15,12        |             |             |
| 2           | Richard Baud                 |             | UMP         | 2 532        | 18,26        | 9 003       | 67,98       |
| 2           | Patricia Mahut               |             | UMP         | 2 532        | 18,26        | 9 003       | 67,98       |
| 3           | Isabelle Naïm-Christin       |             | FG          | 1 213        | 8,75         |             |             |
| 3           | Gil Thomas                   |             | FG          | 1 213        | 8,75         |             |             |
| 4           | Cédric Dalibard              |             | UDI         | 697          | 5,03         |             |             |
| 4           | Éliane Deville               |             | UDI         | 697          | 5,03         |             |             |
| 5           | Anne-Françoise Abadie-Parisi |             | FN          | 3 242        | 23,38        | 4 241       | 32,02       |
| 5           | Bernard Large                |             | FN          | 3 242        | 23,38        | 4 241       | 32,02       |
| 6           | Myriam Durand-Constantin     |             | PS          | 2 114        | 15,25        |             |             |
| 6           | Jean-François Pillot         |             | PS          | 2 114        | 15,25        |             |             |
| 7           | Christiane Dussapt           |             | DVD         | 1 545        | 11,14        |             |             |
| 7           | Laurent Grabkowiak           |             | DVD         | 1 545        | 11,14        |             |             |
| 8           | Béatrice Dupéroir            |             | MoDem       | 426          | 3,07         |             |             |
| 8           | Emmanuel Heinis              |             | MoDem       | 426          | 3,07         |             |             |
|             |                              |             |             |              |              |             |             |
| Inscrits    | Inscrits                     | Inscrits    | Inscrits    | 34 606       |              | 34 607      | 100,00      |
| Abstentions | Abstentions                  | Abstentions | Abstentions | 20 134       | 58,18        | 19 486      | 56,31       |
| Votants     | Votants                      | Votants     | Votants     | 14 472       | 41,82        | 15 121      | 43,69       |
| Blancs      | Blancs                       | Blancs      | Blancs      | 437          | 3,02         | 1 389       | 9,19        |
| Nuls        | Nuls                         | Nuls        | Nuls        | 169          | 1,17         | 488         | 3,23        |
| Exprimés    | Exprimés                     | Exprimés    | Exprimés    | 13 866       | 95,81        | 13 244      | 87,59       |